# إبراهيم أبو الأنبياء (كتاب)
إبراهيم أبو الأنبياء هو كتاب لعباس محمود العقاد يُقدم لنا بشكل مُوسع وموسوعي حياة الأنبياء بشكل جديد وثري وذلك من حيث طرح المعلومة بمنظورات مختلفة، حيث تحدث لنا عن إبراهيم عليه السلام كأب للأنبياء وأهم الأحداث التي واجهها في دعوته ومكمن اسم إبراهيم في التوراة والإنجيل والقرآن وعند الصابئة وهذا هو الجديد في طرح العقاد لورود ذكر نبي في ديانة وضعية (بشرية).
المطلع على أفكار ومعتقدات الصابئة عن قرب يدرك أن هذه الأمة هي من أصحاب الأديان القديمة، ولسنا هنا لتوسعة هذا التعليق، بل نستشهد بالقرآن الكريم حينما يورد ذكر اسمهم في أكثر من آية مع أمم أصحاب الكتاب، فمن قوانين اللغة أن لا يجمع بين المتناقضات بل بين المتوافقات، فورود اسم المؤمنين واليهود والنصارى والصابئة والمجوس بل وحتى المشركين إنما هو دلالة واضحة على أن جميعهم يعبدون الله تعالى وأن الأمم المذكورة بالاسم هي من أصحاب الديانات السماوية. أما كلمة المشركون فهي إشارة أخرى إلى عموم الأمم القديمة من أصحاب الديانات القديمة التي اندثرت بعدما تحولوا بالتدريج من العبادات الصحيحة إلى عبادة مختلف أشكال المُجسّمات والموجودات الأخرى. قال تعالى ﴿إِنَّ الَّذِينَ آمَنُوا وَالَّذِينَ هَادُوا وَالنَّصَارَى وَالصَّابِئِينَ مَنْ آمَنَ بِاللَّهِ وَالْيَوْمِ الْآخِرِ وَعَمِلَ صَالِحًا فَلَهُمْ أَجْرُهُمْ عِنْدَ رَبِّهِمْ وَلَا خَوْفٌ عَلَيْهِمْ وَلَا هُمْ يَحْزَنُونَ ۝٦٢﴾  (سورة البقرة). وقال أيضا: ﴿إِنَّ الَّذِينَ آمَنُوا وَالَّذِينَ هَادُوا وَالصَّابِئُونَ وَالنَّصَارَى مَنْ آمَنَ بِاللَّهِ وَالْيَوْمِ الْآخِرِ وَعَمِلَ صَالِحًا فَلَا خَوْفٌ عَلَيْهِمْ وَلَا هُمْ يَحْزَنُونَ ۝٦٩﴾ (سورة المائدة). وقال أيضا: ﴿إِنَّ الَّذِينَ آمَنُوا وَالَّذِينَ هَادُوا وَالصَّابِئِينَ وَالنَّصَارَى وَالْمَجُوسَ وَالَّذِينَ أَشْرَكُوا إِنَّ اللَّهَ يَفْصِلُ بَيْنَهُمْ يَوْمَ الْقِيَامَةِ إِنَّ اللَّهَ عَلَى كُلِّ شَيْءٍ شَهِيدٌ ۝١٧﴾ (سورة الحج).
وركز لنا بشدة على قصة الفداء في التوراة والقرآن، حيث نجد في التوراة أن صاحب الواقعة هو (( יִצְחָק اسحق )) في حين يذكر القرآن بأنه إسماعيل .
ذكر العقاد في كتابه بأن اسـم إبراهيم عليه السلام هو اسم ينطق في كل اللغات، وشرح كلمة (إبرام) أو (إبراهام) في العبرية تعني (أبًا لجمهور من الأمم) و في اللغة العربية (إبراهيم) تعني أبًا رحيمًا.
هذا الكتاب إضافة نيرة للعقاد ويُعتبر تأكيدا على نضج فكره ورجاحة عقله وموسوعيته ويُؤكد مدى صحة مقولة «التخصص آفة العصر» التي طرحها بنجامين فرانكلين في كتاب له، فقد أعاد لنا العقاد عصر التنوير في العصر الوسيط المستنير للدولة الإسلامية في رداء القرن العشرين لـ ابن سينا وابن رشد وأبو إبراهيم الفارابي.